# Agrilus pseudoharlequin
Agrilus pseudoharlequin es una especie de insecto del género Agrilus, familia Buprestidae, orden Coleoptera.
Fue descrita científicamente por Jendek in Jendek & Grebennikov, 2009.